# 歌え!ヤンヤン!
『歌え!ヤンヤン!』（うたえ ヤンヤン）は、1972年4月6日から1975年3月27日まで東京12チャンネル（現・テレビ東京）で放送されていた歌謡バラエティ番組である。放送時間は毎週木曜 19:00 - 19:56 （日本標準時）。

## 概要
フォーリーブスがレギュラーを務めていた番組で、彼らが披露する歌とダンスを中心に進行。他にも、彼らが女学生やボクサーなどに変装して芸と腕を競う「フォーリーブスの変身コーナー」、たちまち足がスマートになるという触れ込みの「ヤンヤン体操」、新人タレントを発掘する「歌えヤンヤンコンテスト」などのコーナーを擁していた。このうち「ヤンヤン体操」は、フォーリーブスのシングル「フォーリーブスのヤンヤン体操」（1972年7月1日発売、作詞：田村隆、作曲：三保敬太郎）としてレコード化された。B面には「フォーリーブスのヤンヤン・ソング」という曲が収録されているが、番組中に使われた曲かは不明。
番組は3年間続いたが、1975年3月27日放送分をもって終了した。最終回のサブタイトルは「さようならまた逢う日まで」で、ゲストは郷ひろみや葵テルヨシなどだった。

## 出演者
- 北公次（フォーリーブス）
- おりも政夫（フォーリーブス）
- 青山孝（フォーリーブス）
- 江木俊夫（フォーリーブス）

## 放送局
- 東京12チャンネル（制作局）：木曜 19:00 - 19:56
- 北海道放送（途中打ち切り）：土曜 14:00 - 14:55（1972年4月15日 - 9月23日） → 日曜 23:45 - 翌0:40（1972年10月1日 - 1973年3月25日）[4]
- 青森放送：土曜 16:30 - 17:25[5]
- 岩手放送：土曜 16:00 - 16:55（1974年3月まで）[6]
  - テレビ岩手：土曜 17:00 - 17:55（1974年4月から）[7]
- 山形テレビ：土曜 15:55 - 16:50[8]
- 仙台放送：日曜 10:30 - 11:25[9]
- 福島テレビ：水曜 16:00 - 16:55[9]
- 新潟放送（1974年3月30日で打ち切り）：土曜 16:00 - 17:00[10]
- 富山テレビ（1973年4月1日で打ち切り）：日曜 10:00 - 11:00[11]
- 石川テレビ（1972年10月1日ネット開始）：日曜 13:00 - 14:00[12]
- 福井テレビ：土曜 15:00 - 15:55[13]
- テレビ山梨：土曜 16:00 - 16:55[14]
- テレビ静岡：日曜 16:15 - 17:10（1974年3月まで）[14] → 日曜 12:00 - 12:55（1974年4月から）[15]
- 岐阜放送：日曜 19:00 - 19:55[16]
- 三重テレビ：月曜 18:30 - 19:25[16]
- びわ湖放送：木曜 19:00 - 19:55（12チャンネルと同時ネット）
- サンテレビ：金曜 17:00 - 17:56（1974年9月時点）[17] → 木曜 19:00 - 19:55（1975年3月時点、12チャンネルと同時ネット）[18]
- テレビ和歌山：金曜 19:00 - 19:55
- 奈良テレビ：金曜 20:00 - 20:55
- 日本海テレビ：月曜 16:00 - 16:55[19]
- 西日本放送
- 山口放送：土曜 16:00 - 16:55[20]
- 四国放送：金曜 16:00 - 16:55[21]
- 南海放送：土曜 16:00 - 16:55[20]
- RKB毎日放送：日曜 23:56 - 翌0:56 → 土曜 16:55 - 17:50[22]
- 熊本放送：土曜 12:30 - 13:25[23]